# کوین سونی
کوین سونی (انگلیسی: Kévin Soni؛ زادهٔ ۱۷ آوریل ۱۹۹۸) بازیکن فوتبال اهل کامرون است.
از باشگاه‌هایی که در آن بازی کرده‌است می‌توان به باشگاه فوتبال بوردو اشاره کرد.
وی همچنین در تیم ملی فوتبال کامرون بازی کرده‌است.